# Ка Бањоли (Модена)
Ка Бањоли (итал. Ca' Bagnoli) је насеље у Италији у округу Модена, региону Емилија-Ромања.
Према процени из 2011. у насељу је живело 31 становника. Насеље се налази на надморској висини од 79 м.